# Storoschynez

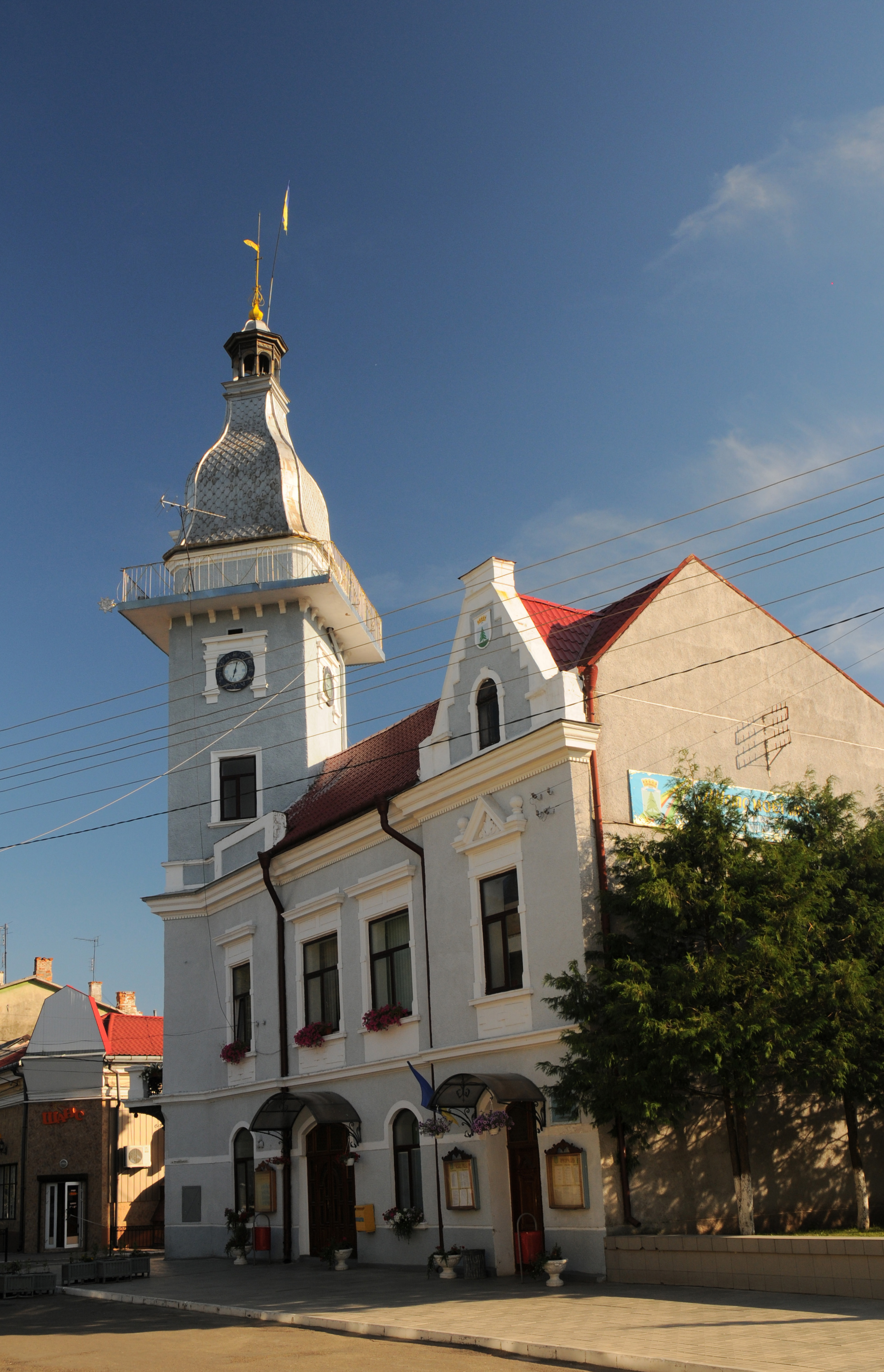
Blick auf das Rathaus im Ort

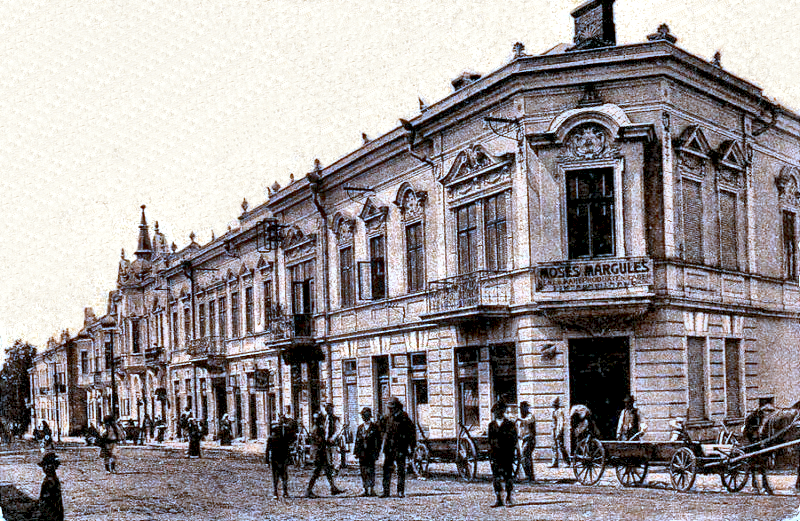
Storozynetz, Strada Budenița um 1900

Storoschynez (ukrainisch Сторожинець; russisch Сторожинец Storoschinez, deutsch Storozynetz, rumänisch Storojineț, polnisch Storożyniec) ist eine ehemalige Rajonshauptstadt in der ukrainischen Oblast Tscherniwzi. Sie liegt etwa 22 km südwestlich von Czernowitz auf der linken Uferseite des Sereth im heute zur Ukraine gehörenden Nordteil der Bukowina.

## Name
Der Name der Stadt leitet sich vom slawischen Wort сторожь, "Wächter" ab.

## Geschichte
Die Stadt wurde 1448 zum ersten Mal schriftlich erwähnt und gehörte bis 1774 zum Fürstentum Moldau, dann bis 1918 zur Habsburgermonarchie, ab 1849 im Kronland Bukowina. 1854 bekam der Ort das Marktrecht zugesprochen, seit 1904 auch das volle Stadtrecht als Bezirkshauptstadt mit dem Sitz einer Bezirkshauptmannschaft und eines Bezirksgerichts. 1886 wurde die Eisenbahnstrecke Hliboka – Berhomet am Sereth mit Bahnhof im Ort eröffnet. Dieser besteht bis heute.
Nach dem Ende des Ersten Weltkriegs kam die Stadt zu Rumänien (im Kreis Storojineț). Im Zuge der Annexion der Nordbukowina am 28. Juni 1940 wurde sie ein Teil der Sowjetunion (dazwischen 1941 und 1944 wiederum zu Rumänien) und ist seit 1991 ein Teil der Ukraine.
In Storoschynetz machten die Juden zusammen mit den deutschen Einwohnern lange ungefähr die Hälfte der Stadtbevölkerung aus, die andere Hälfte bestand vor allem aus Rumänen und Ukrainern. Beim Zensus 1930, als der Anteil der deutschsprachigen Bevölkerung zu Gunsten des Rumänischen bereits gefallen war, gaben von den rund 8.700 Einwohnern der Stadt 36,4 % Rumänisch, 19,6 % Jiddisch, 17,4 % Deutsch, 13,6 % Ukrainisch und 10,4 % Polnisch als Muttersprache an.
Die jüdische Bevölkerung nahm schon unter rumänischer Herrschaft ab, der Großteil wurde dann in den Jahren 1941 bis 1943 deportiert und ermordet.

## Verwaltungsgliederung
Am 29. September 2016 wurde die Stadt zum Zentrum der neu gegründeten Stadtgemeinde Storoschynez (Сторожинецька міська громада/Storoschynezka miska hromada). Zu dieser zählen auch die 16 in der untenstehenden Tabelle aufgelistetenen Dörfer im Rajon Storoschynez; bis dahin bildete sie die Stadtratsgemeinde Storoschynez (Сторожинецька міська рада/Storoschynezka miska rada).
Am 22. September 2017 kamen noch die Dörfer Dibriwka, Kossowanka, Nowa Schadowa und Stara Schadowa zur Stadtgemeinde.
Am 12. Juni 2020 kam noch das Dorf Roptscha zur Stadtgemeinde, seit dem 17. Juli 2020 ist der Ort ein Teil des Rajons Tscherniwzi.
Folgende Orte sind neben dem Hauptort Storoschynez Teil der Gemeinde:
| Name                     | Name              | Name                                  | Name                  | Name                 |
| ukrainisch transkribiert | ukrainisch        | russisch                              | rumänisch             | deutsch              |
| ------------------------ | ----------------- | ------------------------------------- | --------------------- | -------------------- |
| Banyliw-Pidhirnyj        | Банилів-Підгірний | Банилов-Подгорный (Banilow-Podgorny)  | Bănila pe Siret       | Moldauisch Banilla   |
| Bobiwzi                  | Бобівці           | Бобовцы (Bobowzy)                     | Bobeşti               | Bobestie             |
| Dawydiwka                | Давидівка         | Давыдовка (Dawydowka)                 | Davideni              | Dawideny             |
| Dibriwka                 | Дібрівка          | Дубровка (Dubrowka)                   | Dumbrava              | –                    |
| Jasseny                  | Ясени             | Ясени (Jasseni)                       | Căbeşti               | Kabestie             |
| Komariwzi                | Комарівці         | Комаровцы (Komarowzy)                 | Comăreşti             | Komarestie           |
| Kossowanka               | Косованка         | Косованка                             | Cosovanca             | Kosowanka            |
| Kostynzi                 | Костинці          | Костинцы (Kostinzy)                   | Costeşti              | Kostestie            |
| Nowa Schadowa            | Нова Жадова       | Новая Жадова (Nowaja Schadowa)        | Jadova Nouă           | Neu Żadowa           |
| Nowi Broskiwzi           | Нові Бросківці    | Новые Бросковцы (Nowyje Broskowzy)    | Broscăuţii Noui       | Neu Broschkoutz      |
| Panka                    | Панка             | Панка                                 | Panca                 | Panka                |
| Roptscha                 | Ропча             | Ропча                                 | Ropcea                | Ropcze               |
| Sabolottja               | Заболоття         | Заболотье (Sabolotje)                 | –                     | –                    |
| Sloboda-Komariwzi        | Слобода-Комарівці | Слобода-Комаровцы (Sloboda-Komarowzy) | Slobozia-Comăreştilor | Komarestie-Slobodzia |
| Srub-Komariwskyj         | Зруб-Комарівський | Сруб-Комаровский (Srub-Komarowski)    | Trei Movile           | –                    |
| Stara Schadowa           | Стара Жадова      | Старая Жадова (Staraja Schadowa)      | Jadova                | Żadowa               |

## Personen

### Töchter und Söhne der Stadt
- Georg von Flondor (1826–1892), Politiker
- Theodor von Flondor (1862–1908), Musiker und Dirigent
- Gheorghe Grigorovici (1871–1950), Journalist und Politiker
- Alfred Margul-Sperber (1898–1967), Dichter
- Radu Paladi (1927–2013), Komponist, Pianist und Dirigent

### Ehrenbürger
- Oktavian Regner von Bleyleben (1866–1945), österreichisch-ungarischer Verwaltungsjurist.[7]
- Demeter von Tuschinski (1870-nach 1950), Präsident des rumänischen Oberlandesgerichts Czernowitz.[8]